# Unión del Pueblo Argentino
La Unión del Pueblo Argentino (Udelpa) fue un partido político, inicialmente de tendencia derechista, fundado por el teniente general Pedro Eugenio Aramburu en 1963. Al año siguiente sostuvo su candidatura en las elecciones presidenciales, obteniendo el tercer lugar. El partido quedó disuelto a partir del golpe de Estado de 1966 que dispuso la disolución de todos los partidos políticos.

## Historia

### 1962 – 1966
Udelpa fue creado el 2 de enero de 1962 con el fin de establecer un partido político de derecha, controlado por las Fuerzas Armadas, que pudiera contar con el apoyo masivo de la clase media y de ese modo poder oponerse con éxito al peronismo, prohibido por los militares desde el golpe de Estado de 1955, que con el nombre de Revolución Libertadora lideró el propio General Pedro Eugenio Aramburu, quien en 1964 precisó el objetivo de Udelpa al afirmar que "este es un partido antiperonista".
Inicialmente la dictadura de Aramburu había intentado organizar a la Unión Cívica Radical como partido de la derecha antiperonista, pero la existencia de un amplio sector dentro del mismo, partidario de una alianza con el peronismo, liderado por Arturo Frondizi, hizo fracasar el proyecto.Udelpa adoptó el eslogan "Vote UDELPA y no vuelve", refiriéndose a Perón (cuya mención se encontraba prohibida por las leyes sancionadas por la dictadura autotitulada Revolución Libertadora).
Aramburu había oscilado entre una estrategia abiertamente antiperonista, o fragmentar al peronismo tratando de unir a antiperonistas con "peronistas sin Perón" (neoperonismo). creando Unión del Pueblo Argentino, en 1962, conocido por su sigla Udelpa. Tuvo el objetivo principal de impedir el retorno de Juan D. Perón a la Argentina (Perón se encontraba exilio en España desde el golpe de Estado de 1955.

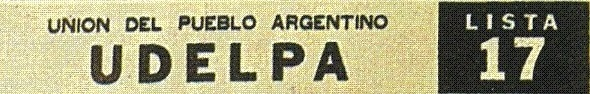
Símbolo del partido en las boletas de votación en las elecciones de 1963.

Udelpa se presentó por primera vez en las elecciones parlamentarias y de gobernadores de 1962. En las mismas el peronismo, con la tolerancia del Presidente Frondizi, había logrado presentar candidatos, tras ser proscripto en 1955 por la dictadura de Pedro Eugenio Aramburu, el Partido Justicialista obtuvo un éxito generalizado ganando trece de las 14 provincias lo que llevó a la anulación de las elecciones y pocos días después a la caída de Frondizi. El dictador Pedro Eugenio Aramburu en 1963, presentó su candidatura a través de listas colectoras, por un lado había sido candidato a presidente por UDELPA y por el Partido Demócrata Progresista.
Una solicitada propagandística de Udelpa en 1965 decía lo siguiente:

SOLICITADA

USTED, CIUDADANO DE CLASE MEDIA, ¡UNASE A NOSOTROS PARA RECONSTRUIR EL PROSPERO PAÍS QUE FUIMOS!

Usted ciudadano de esa clase media argentina fustigada y desamparada en su desarrollo, debe unir su esfuerzo al de sus iguales. Esta es la forma de reconstruir el país, porque únicamente con una clase media poderosa podrán materializarse las aspiraciones de elevación social que todos sustentamos.

Fuimos el primer país de América Hispana con poderosa clase media.

UDELPA, Unión del Pueblo Argentino, está integrado por hombres y mujeres como usted, capaces, honestos y, además, preparados muy eficientemente para la función de gobierno, que lucharán por concretar las aspiraciones de toda la clase media argentina.

Y usted, como componente de nuestro más poderoso factor de progreso, debe defenderse apoyando los candidatos de Aramburu, que son los de UDELPA. Que deberán ser también sus candidatos.

En las siguientes elecciones con el peronismo proscripto Udelpa presentó la fórmula presidencial Pedro Eugenio Aramburu-Horacio Thedy y obtuvo el 7,5% de los votos. Los resultados fueron los siguientes:
| Elecciones presidenciales de 1963        | Elecciones presidenciales de 1963         | Elecciones presidenciales de 1963 | Elecciones presidenciales de 1963 |
| Fórmula presidencial                     | Partido                                   | Votos                             | %                                 |
| ---------------------------------------- | ----------------------------------------- | --------------------------------- | --------------------------------- |
| Arturo Illia - Carlos Perette            | Unión Cívica Radical del Pueblo           | 2.441.064                         | 25,14                             |
| Votos en blanco                          | Votos en blanco                           | 1.827.464                         | 18,82                             |
| Oscar Alende - Celestino Gelsi           | Unión Cívica Radical Intransigente        | 1.593.992                         | 16,41                             |
| Pedro Eugenio Aramburu - Horacio Thedy   | Unión del Pueblo Argentino (UDELPA)       | 728.662                           | 7,50                              |
|                                          | Partido Demócrata Progresista             | 633.934                           | 6,52                              |
| Emilio Olmos - Emilio Jofre              | Federación Nacional de Partidos de Centro | 499.822                           | 5,14                              |
| Horacio Sueldo - Francisco Eduardo Cerro | Partido Demócrata Cristiano               | 324.723                           | 3,34                              |
| Alfredo Palacios - Ramón I. Soria        | Partido Socialista Argentino              | 288.339                           | 2,96                              |
| Arturo Orgaz - Rodolfo Fitte             | Partido Socialista Democrático            | 258.787                           | 2,66                              |
| Fuente: País Global                      |                                           |                                   |                                   |

Udelpa fue integrada también por otros políticos que más adelante liderarían otras fuerzas políticas de centro en Argentina, como el militar retirado Francisco Manrique, que fundaría en 1973 la Alianza Popular Federalista [cita requerida]y Raúl Ondarts, uno de los fundadores de Nueva Fuerza en 1973. Ambos encabezaron las listas de diputados nacionales en 1965, en la Ciudad de Buenos Aires y la Provincia de Buenos Aires, respectivamente. También integraba Udelpa Federico Pinedo, quien más adelante actuaría en varias experiencia políticas del conservadurismo.
En las elecciones parlamentarias de 1965 Udelpa sufrió un retroceso electoral obteniendo 183.000 votos, y ubicándose como séptima fuerza política.
El partido quedó disuelto a partir del golpe de Estado de 1966 que dispuso la disolución de todos los partidos políticos. El asesinato de Aramburu en 1970, afectó seriamente la estructura del partido. Aramburu, al momento de ser secuestrado, participaba de aquellos que habían tomado nota de que el país con Perón proscripto no avanzaría a ningún lado.[cita requerida]

### 1973 – 1987
El partido se reorganizó para las elecciones de 1973, obteniendo algunos diputados nacionales, los cuales se disgregaron en las convulsiones de aquellos años.
Perón, luego de su regreso del exilio, hizo un llamado a todos los argentinos en pos de la unión. Entre las acciones que realizó, convocó a los líderes de todos los partidos políticos a reunirse con él.  Entre otros partidos concurrió también Udelpa integrando la coalición de centro-izquierda Alianza Popular Revolucionaria que apoyaba como candidato presidencial a Oscar Alende.
Luego del golpe de 1976, cerró su acción política manteniéndose en estado larvado, como casi todos los partidos políticos.  Al despertar de la democracia, se reactivó participando activamente en apoyo del gobierno de Raúl Alfonsín. [cita requerida]El mismo buscó, al inicio de su gobierno, reagrupar a aquellos ex radicales que se habían dispersado en muchos partidos de centro. UDELPA fue uno de los convocados a reintegrarse, ofrecimiento que declinó considerando que sería más útil trabajando como partido aliado que como línea interna de la UCR.  
La última acción política a nivel nacional en la que participó como partido fue la firma del Acta de Defensa de la Democracia, la cual fue suscripta en la Casa Rosada por varios líderes políticos en respaldo del gobierno ante el alzamiento de un grupo de miembros de las Fuerzas Armadas en la Semana Santa de 1987.